# A.K.A. Serial Killer
Pour plus de détails, voir Fiche technique et Distribution.
A.K.A. Serial Killer (略称・連続射殺魔, Ryakushō: renzoku shasatsuma) est un film japonais de Masao Adachi. Achevé en 1969, le film sort en 1975.

## Synopsis
A.K.A. Serial Killer raconte l'histoire de Norio Nagayama, jeune tueur en série de 19 ans qui avait commis quatre meurtres en des lieux différents. Ce scénario permet à Adachi de mettre en avant la « Théorie du paysage », dont il est un des initiateurs, et qui postule que les paysages, quels qu'ils soient, sont des expressions du pouvoir politique dominant : « Tous les paysages que nous voyons au quotidien, et surtout les beaux paysages reproduits sur carte postale, sont fondamentalement liés à une figure du pouvoir dominant ». Pour le réalisateur, Norio Nagayama aurait donc été influencé par son environnement qui l'aurait transformé en assassin.

## Fiche technique
- Titre : A.K.A. Serial Killer
- Titre original : 略称・連続射殺魔 (Ryakushō: renzoku shasatsuma?)[3]
- Réalisateur : Masao Adachi
- Format : couleur - 1,37:1 - 35 mm[3]
- Genres : drame - film biographique
- Durée : 86 minutes
- Achevé : en décembre 1969[4]
- Date de sortie :
  - Japon : 31 janvier 1975[4]

## Distribution
- Masao Adachi : narrateur